# Synetocephalus
Synetocephalus es un género de escarabajos de la familia Chrysomelidae. El género fue descrito científicamente primero por Fall en 1910.
Esta es una lista de especies perteneciente a este género (quedan otras por describir), son todas del Neártico:
- Synetocephalus adenostomatus (White, 1942)
- Synetocephalus atricornis (Fall, 1910)
- Synetocephalus atricornis (Fall, 1910)
- Synetocephalus autumnalis (Fall, 1910)
- Synetocephalus bivittatus (Leconte, 1859)
- Synetocephalus crassicornis (Fall, 1910)
- Synetocephalus curvatus (Fall, 1910)
- Synetocephalus diegensis (Blake, 1942)
- Synetocephalus monorhabdus (Blake, 1942)
- Synetocephalus vandykei (Blake, 1942)